# Largura de banda
A largura de banda é um conceito central em diversos campos de conhecimento, incluindo teoria da informação, rádio, processamento de sinais, eletrônica e espectroscopia. Em rádio comunicação ela corresponde à faixa de frequência ocupada pelo sinal modulado. Em eletrônica normalmente corresponde à faixa de frequência na qual um sistema tem uma resposta em frequência aproximadamente plana (com variação inferior a 3 dB).

## Sistemas analógicos

Para sinais analógicos a largura de banda é a largura, medida em hertz, da faixa de frequência para a qual a Transformada de Fourier do sinal é diferente de zero. Esta definição normalmente é relaxada considerando um certo limiar de amplitude, tipicamente de 3 dB em relação ao pico. Para sistemas, aplicam-se basicamente os conceitos acima, aplicados à função de transferência do sistema.
Como exemplo, a largura de banda de 3 dB da função mostrada na figura ao lado é de {\displaystyle f_{2}-f_{1}}. Definições diferentes de largura de banda levariam a respostas diferentes.

## Filtros eletrônicos
A largura de banda de um filtro passa-faixa é a parte da resposta em frequência do filtro que está situada na faixa de 3dB da resposta na frequência central (valor de pico). Ou seja, ela é a diferença entre f2 e  f1 em um filtro passa-faixa:
{\displaystyle B=f_{2}-f_{1}}
Em um filtro passa-baixas a largura de banda corresponde ao valor da frequência de corte:
{\displaystyle B=f_{c}}